# Francisco Marfil Muñoz
Francisco Marfil Muñoz (Màlaga, 11 de febrer de 1950) és un exfutbolista català, nascut a Andalusia, de la dècada de 1970.

## Trajectòria
Nascut a Màlaga, amb només un any es traslladà a viure a Catalunya. La seva trajectòria esportiva transcorregué gaire-be de forma íntegra a Catalunya. Es formà al Centre Parroquial San Cristóbal de Terrassa, d'on passà al Terrassa Futbol Club l'any 1968. L'any 1971 ingressà al RCD Espanyol, on jugà durant quatre temporades, amb una cessió al CE Sabadell (1972-73). Disputà 37 partits a primera divisió. Marxà al Cadis CF i acabarà la seva carrera a la UE Lleida i CF Igualada.
També fou entrenador de diversos clubs catalans, com: CF Igualada, CF Balaguer, EC Granollers, Terrassa FC, CF Badalona, Oviedo de Barcelona i Cerdanyola del Vallès FC.